# Quận Jackson, West Virginia

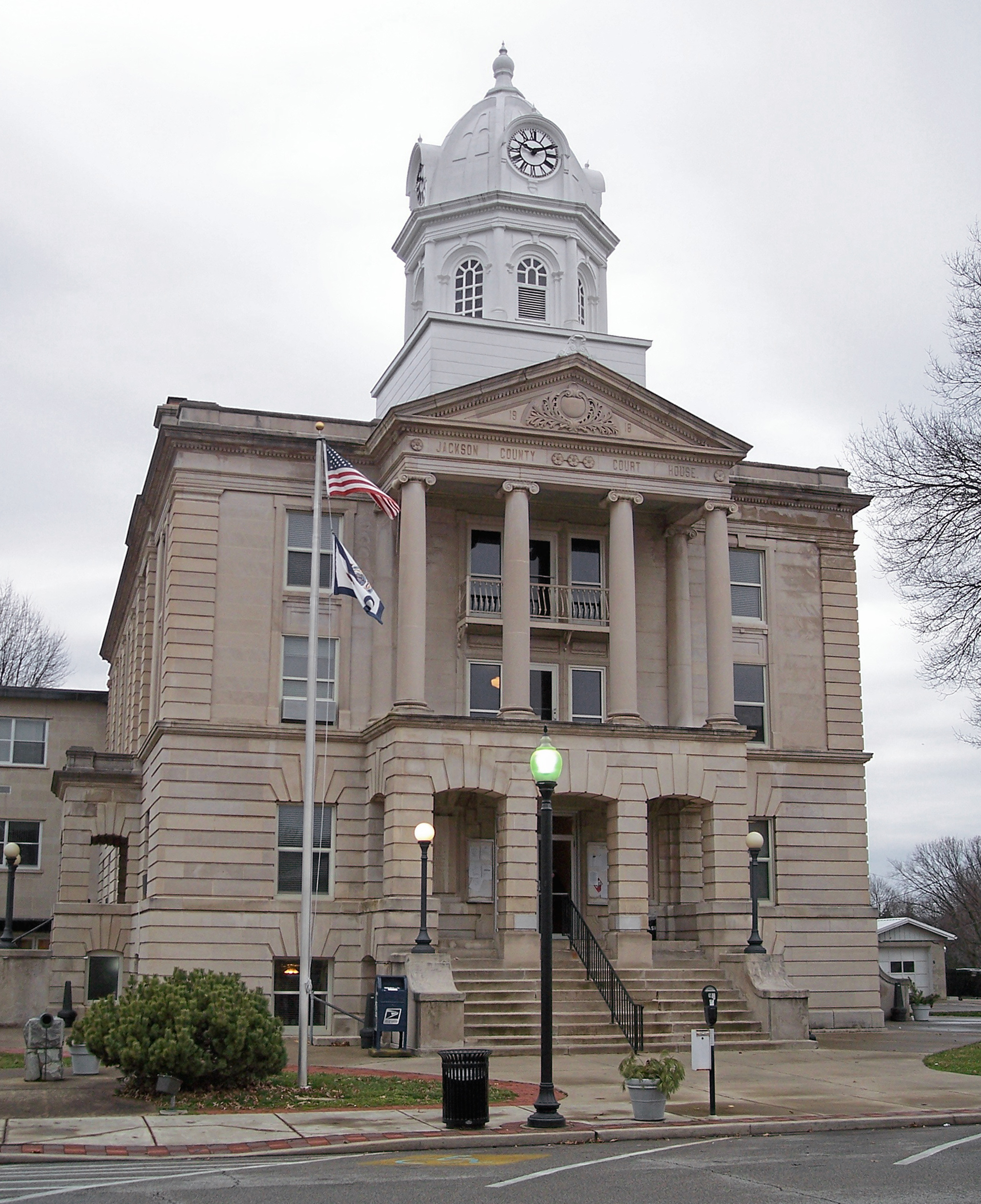
Tòa án quận Jackson ở Ripley năm 2007

Quận Jackson là một quận thuộc tiểu bang West Virginia, Hoa Kỳ. Quận được lập năm 1831 từ các một số khu vực các quận Kanawha, Wood và Mason và được đặt tên theo tổng thống Hoa Kỳ thứ 7 Andrew Jackson. Theo điều tra dân số năm 2000 của Cục điều tra dân số Hoa Kỳ, quận có dân số 28.000 người 2. Quận lỵ đóng ở Ripley.6

## Địa lý
Theo Cục điều tra dân số Hoa Kỳ, quận có tổng diện tích 472 dặm vuông Anh (1.222,5 km2), trong đó có 6 dặm vuông Anh (15,5 km2) là diện tích mặt nước. Sông Ohio tạo thành một phần ranh giới phía tây quận. Rạch Sandy và rạch Mill là các chi lưu của sông Ohio, chảy qua phía bắc và trung tâm quận
.

### Xa lộ
- Interstate 77
- U.S. Highway 33
- West Virginia Route 2
- West Virginia Route 34
- West Virginia Route 62
- West Virginia Route 68
- West Virginia Route 87

### Quận giáp ranh
- Quận Wood (bắc)
- Quận Wirt (đông bắc)
- Quận Roane (đông)
- Quận Kanawha (nam)
- Quận Putnam (tây nam)
- Quận Mason (tây)
- Quận Meigs, Ohio (tây bắc)

## Thông tin nhân khẩu
Theo điều tra dân số 2 năm 2000, quận đã có dân số 28.000 người, 11.061 hộ gia đình, và 8.207 gia đình sống trong quận hạt. Mật độ dân số là 60 người trên một dặm vuông (23/kmТВ). Có 12.245 đơn vị nhà ở với mật độ trung bình là 26 trên một dặm vuông (10/kmТВ). Cơ cấu dân tộc của cư dân sinh sống ở quận này bao gồm 98,75% người da trắng, 0,08% da đen hay Mỹ gốc Phi, 0,21% người Mỹ bản xứ, 0,23% châu Á, Thái Bình Dương 0,01%, 0,10% từ các chủng tộc khác, và 0,62% từ hai hoặc nhiều chủng tộc. 0,29% dân số là người Hispanic hay Latino thuộc một chủng tộc nào.
Có 11.061 hộ, trong đó 31,90% có trẻ em dưới 18 tuổi sống chung với họ, 61,60% là đôi vợ chồng sống với nhau, 9,40% có một chủ hộ nữ và không có chồng, và 25,80% là không lập gia đình. 22,70% hộ gia đình đã được tạo ra từ các cá nhân và 10,30% có người sống một mình 65 tuổi hoặc cao tuổi hơn. Cỡ hộ trung bình là 2,50 và cỡ gia đình trung bình là 2,92.
Trong quận, dân số đã được trải ra với 24,10% dưới độ tuổi 18, 7,90% 18-24, 27,70% 25-44, 24,90% từ 45 đến 64, và 15,30% từ 65 tuổi trở lên đã được những người. Độ tuổi trung bình là 39 năm. Đối với mỗi 100 nữ có 94,80 nam giới. Đối với mỗi 100 nữ 18 tuổi trở lên, đã có 91,40 nam giới.
Thu nhập trung bình cho một hộ gia đình trong đã đạt mức USD 32.434, và thu nhập trung bình cho một gia đình là USD 38.021. Phái nam có thu nhập trung bình USD 32.991 so với 20.253 USD của phái nữ. Thu nhập bình quân đầu người là 16.205 USD. Có 12,20% gia đình và 15,20% dân số sống dưới mức nghèo khổ, bao gồm 21,60% những người dưới 18 tuổi và 9,00% của những người 65 tuổi hoặc hơn.